# Renato Pedrosa
Renato Aurélio Pedrosa (Rio de Janeiro, 14 de julho de 1920 — Rio de Janeiro, 10 de novembro de 1990), conhecido como Renato Pedrosa, foi um ator brasileiro.

## Carreira
Começou a carreira aos 18 anos quando ingressou no teatro. Sempre teve um dom para a comédia e era escalado para viver empregados fofoqueiros e intrometidos.
Na Rede Globo, estrelou em novelas como Dona Xepa, Dancin' Days, Os Gigantes e Brilhante.
No cinema, Renato Pedrosa marcou presença em comédias como Histórias que Nossas Babás não Contavam,Rio Babilônia e Os Bons Tempos Voltaram: Vamos Gozar Outra Vez.
Renato Pedrosa era homossexual assumido e morreu vitimado pela AIDS em 1990, no Rio de Janeiro.

## Filmografia
Televisão
- 1977 - Dona Xepa - Raimundo
- 1978 - Dancin' Days - Everaldo
- 1979 - Os Gigantes - Irineu
- 1981 - Brilhante - Ulisses
- 1982 - Lampião e Maria Bonita - Carneirinho
- 1985 - Tenda dos Milagres - Epitáfio

Cinema
- 1979 - Histórias que Nossas Babás não Contavam
- 1982 - Rio Babilônia
- 1985 - Os Bons Tempos Voltaram: Vamos Gozar Outra Vez

1. ↑  «RENATO PEDROSA». Museu da TV, Rádio & Cinema. Consultado em 3 de agosto de 2022